# 春が来て僕たちはまた少し大人になる
「春が来て僕たちはまた少し大人になる」（はるがきてぼくたちはまたすこしおとなになる）は、日本の女性アイドルグループさんみゅ〜の楽曲。当楽曲はさんみゅ〜の5枚目のシングルとして2014年3月19日にポニーキャニオンから発売された。同シングルには卒業ソング・ラブソングの「春が来て僕たちはまた少し大人になる」と、ルネサンス高校応援ソング「僕らのルネサンス」等が収録されている。オリコンCDシングルデイリーランキングでは、さんみゅ〜として初めてTOP10入り（4位）した。同ウィークリーランキングでは12位となり自己記録を更新した。

## 背景
さんみゅ〜はデビュー以降「80年代王道アイドルサウンド」という方針で楽曲をリリースしており、3枚目のシングルまでは表題曲がカバー曲であった。前作（4枚目のシングル「これが愛なんだ」）はオリジナル曲となったが、サウンドの方針は変化せず、「春が来て僕たちはまた少し大人になる」も80年代アイドル風の楽曲となっている。

## リリース
2013年12月21日、さんみゅ〜は定期公演の最終公演を行い、その中でさんみゅ〜5枚目のCDシングル「春が来て僕たちはまた少し大人になる」を2014年3月19日に発売することを発表した。2014年3月12日には、CDシングルの発売に先駆け「春が来て僕たちはまた少し大人になる」の先行配信が「dwango.jp」にて開始された。
同シングルは、初回盤A・初回盤B・初回盤C・通常盤がリリースされている。全盤共通のカップリング曲は「僕らのルネサンス」で、同曲はルネサンス高校の応援ソングとなっている。また、さんみゅ〜はルネサンス高校の学生を応援する「ルネ高オフィシャルサポーター」に就任した。
「僕らのルネサンス」以外にも盤別のカップリング曲が存在する。初回盤A・通常盤のカップリング曲は「大好きだ 何度でも〜夢のしっぽ〜」で、初回盤Bのカップリング曲は「夢は生きている」であり、初回盤Cのカップリング曲は「月夜のI love you」となっている。また、初回盤A・初回盤B・初回盤Cには、DVD・オリジナル生写真・握手会イベント参加券・プレミアムイベント参加応募券が付属している。通常盤には、握手会イベント参加券・オリジナル生写真が付属している。
「春が来て僕たちはまた少し大人になる」のミュージック・ビデオは2014年1月30日頃に沖縄県で2日間かけて撮影され、2月15日に「さんみゅ〜 Official YouTube Channel」で公開された。同ミュージック・ビデオは、ミュージック・ビデオのDance Version、Close Up Versionなどと共に、初回盤Aに付属するDVDに収録されている。「僕らのルネサンス」のミュージック・ビデオも「春が来て僕たちはまた少し大人になる」のミュージック・ビデオと同時に撮影され、3月13日に公開された。「僕らのルネサンス」のミュージック・ビデオは初回盤Bに付属するDVDに収録されている。
振付は西田一生（西田プロジェクト）が担当。

## 音楽性と歌詞
「春が来て僕たちはまた少し大人になる」は、「卒業と新しい未来への旅立ち」をテーマとした卒業ソング。さんみゅ〜は、メンバーの新原聖生が中学校を卒業し、長谷川怜華・西園みすず・京極友香・小林弥生が高等学校を卒業するタイミングであり、メンバーの状況と同曲のテーマが重なっている。また、同曲は「悲しい別れと、新しい出会いへの希望」をテーマとしたラブソングでもある。これまでのさんみゅ〜の楽曲では、メンバーが歌う際笑顔であることが多かったが、同曲では切ない表情を端々に見せている。一方、曲調はこれまでの方針である「80年代王道アイドルサウンド」を踏まえたものとなっている。メンバーの西園みすずは「私たちのカラーを全面に出せた、お気に入りの1曲」と自己評価している。

## チャート成績
2014年3月18日付けのオリコンCDシングルデイリーランキングで4位にランクインし、さんみゅ〜としては初めてTOP10入りした。ウィークリーランキングでは12位にランクインし、さんみゅ〜の自己記録を更新したが、目標としていたTOP10には達しなかった。

## パフォーマンス、プロモーション
2014年2月1日から「もう一度会って笑顔見せたいから」と題してCDシングルのリリースイベントが行われ、その初日である2月1日にサンストリート亀戸とマルイシティ渋谷で「春が来て僕たちはまた少し大人になる」を初披露した。3月21日には、マルイシティ渋谷でリリースイベントが行われた。通常さんみゅ〜は純白の衣装を着用しているが、この日はルネサンス高校の制服を着用してライブを行い「僕らのルネサンス」を初披露した。さんみゅ〜が制服でライブを行うのは初であった。
一方、3月14日には日本テレビの音楽番組『ミュージックドラゴン』に出演し「春が来て僕たちはまた少し大人になる」のパフォーマンスを披露した。さんみゅ〜にとって同番組への出演は初となった。また「春が来て僕たちはまた少し大人になる」は3月17日からの「文化放送プラスチューン」に選ばれた。これは、文化放送がヘビーローテーションする楽曲を独自に毎月選定しているものである。

## シングル収録トラック
| #         | タイトル                                             | 作詞      | 作曲         | 編曲       | 時間  |
| --------- | ---------------------------------------------------- | --------- | ------------ | ---------- | ----- |
| 1.        | 「春が来て僕たちはまた少し大人になる」               | 藤川佳子  | 井上慎二郎   | 井上慎二郎 | 4:17  |
| 2.        | 「大好きだ 何度でも〜夢のしっぽ〜」                  | 岩里祐穂  | 井上トモノリ | 立山秋航   | 4:19  |
| 3.        | 「僕らのルネサンス」                                 | 大内正徳  | 木之下慶行   | 木之下慶行 | 5:53  |
| 4.        | 「春が来て僕たちはまた少し大人になる(Instrumental)」 |           |              |            | 4:16  |
| 5.        | 「大好きだ 何度でも〜夢のしっぽ〜(Instrumental)」    |           |              |            | 4:19  |
| 6.        | 「僕らのルネサンス(Instrumental)」                   |           |              |            | 5:51  |
| 合計時間: | 合計時間:                                            | 合計時間: | 合計時間:    | 合計時間:  | 28:57 |

| #         | タイトル                                             | 作詞      | 作曲       | 編曲       | 時間  |
| --------- | ---------------------------------------------------- | --------- | ---------- | ---------- | ----- |
| 1.        | 「春が来て僕たちはまた少し大人になる」               |           |            |            | 4:17  |
| 2.        | 「夢は生きている」                                   | 岩里祐穂  | 佐々倉有吾 | 木之下慶行 | 4:33  |
| 3.        | 「僕らのルネサンス」                                 |           |            |            | 5:53  |
| 4.        | 「春が来て僕たちはまた少し大人になる(Instrumental)」 |           |            |            | 4:16  |
| 5.        | 「夢は生きている(Instrumental)」                     |           |            |            | 4:34  |
| 6.        | 「僕らのルネサンス(Instrumental)」                   |           |            |            | 5:51  |
| 合計時間: | 合計時間:                                            | 合計時間: | 合計時間:  | 合計時間:  | 29:26 |

| #         | タイトル                                             | 作詞      | 作曲       | 編曲      | 時間  |
| --------- | ---------------------------------------------------- | --------- | ---------- | --------- | ----- |
| 1.        | 「春が来て僕たちはまた少し大人になる」               |           |            |           | 4:17  |
| 2.        | 「月夜のI love you」                                 | 大内正徳  | AKIRA☆STAR | 立山秋航  | 3:52  |
| 3.        | 「僕らのルネサンス」                                 |           |            |           | 5:53  |
| 4.        | 「春が来て僕たちはまた少し大人になる(Instrumental)」 |           |            |           | 4:16  |
| 5.        | 「月夜のI love you(Instrumental)」                   |           |            |           | 3:52  |
| 6.        | 「僕らのルネサンス(Instrumental)」                   |           |            |           | 5:51  |
| 合計時間: | 合計時間:                                            | 合計時間: | 合計時間:  | 合計時間: | 28:03 |

初回盤A付属DVD内容
1. 春が来て僕たちはまた少し大人になる Music Video
2. 春が来て僕たちはまた少し大人になる Music Video Dance Vesion
3. 春が来て僕たちはまた少し大人になる Music Video Close Up Version
4. 春が来て僕たちはまた少し大人になる ジャケット撮影 Making
5. 春が来て僕たちはまた少し大人になる＆僕らのルネサンス Music Video Making

初回盤B付属DVD内容
1. 僕らのルネサンスMusic Video
2. 春が来て僕たちはまた少し大人になる＆僕らのルネサンスMusic Video Making Vol.02

初回盤C付属DVD内容
1. Document of さんみゅ〜LIVE2013 Let's make a magical time♪ 2013.11.16 (担当：野田真実)
2. Document of さんみゅ〜LIVE2013 〜いい色の日〜あなたをさんみゅ〜色に染めます♥ 2013.11.16 (担当：京極友香)
3. Document of さんみゅ〜LIVE2013 サンタに恋するクリスマス 2013.12.21 (担当：西園みすず)
4. Document of さんみゅ〜LIVE2013 グランドフィナーレ!〜新たな一歩に向けて〜 2013.12.21 (担当：木下綾菜)

## リリース日一覧
| 地域 | リリース日    | レーベル         | 規格                   | カタログ番号          |
| ---- | ------------- | ---------------- | ---------------------- | --------------------- |
| 日本 | 2014年3月12日 | ポニーキャニオン | デジタル・ダウンロード | -                     |
| 日本 | 2014年3月19日 | ポニーキャニオン | マキシシングル+DVD     | PCCA-03988（初回盤A） |
| 日本 | 2014年3月19日 | ポニーキャニオン | マキシシングル+DVD     | PCCA-03989（初回盤B） |
| 日本 | 2014年3月19日 | ポニーキャニオン | マキシシングル+DVD     | PCCA-03990（初回盤C） |
| 日本 | 2014年3月19日 | ポニーキャニオン | マキシシングル         | PCCA-70399（通常盤）  |